# Кузьминский, Сергей Леонидович
Сергей Леонидович Кузьминский («Кузя», DJ Пуберт, Qzzaargh; 3 октября 1962, Львов — 3 августа 2009, Киев) — украинский рок-музыкант, диджей, лидер группы «Братья Гадюкины».

## Биография
Родился 3 октября 1962 в Львове. Работал на профессиональной сцене с 17 лет в составе филармонических коллективов.
С 1988 по 1994 год лидер легендарной украинской рок-группы «Браты Гадюкины». Лауреат многих фестивалей: «Червона Рута», «СыРок», «Таврийские Игры» и проч.
В 1990 году работал в «Театре Песни Аллы Пугачевой», гастролировал в Европе, Америке, Канаде.
В 1994 году заинтересовался компьютерными технологиями в музыке и оставил сцену
С 1995 года — диджей, промоутер.
В 1997-99 годах ведущий радиопрограммы на радио «Столица» в Киеве,
В 1999—2000 продюсер программы «Трансмутация» на радио «Станция 106.8» в Москве.
Организатор гастролей Westbam и Marusha в Киеве. Организатор лейбл-пати «TIP Rec.» с участием Саймона Посфорда; лейбл-пати «BTM Records»; презентации альбома Cypher «I music» в Москве. Частый гость в «модели для сборки» на радио «станция 106.8».
Организатор и лидер промосистем:
1. Альберт Хоффман & Sons (Киев);
2. Double Shot (Москва);
3. Triphaze (Киев).

B 2001—2005 годаx резидент московского лейбла «Good Food — Sun Trance». Участник вечеринок с участием: Infected Mushroom, Skazi, Talamaska, Kox Box, Hux Flux, Yahel, Total Eclipse, GMS, Astrix, Spun Records Party, Shaffel Records Party, Twisted Party. Лучший диджей 2002 года.
В 2006 году предпочел уют домашней студии шуму клубных танцполов и, завершив диджейскую карьеру, полностью сосредоточился на написании собственной музыки, которую можно отнести сразу нескольким стилям, таким, как psychedelic chillout, neo jazz, tech house.
Согласно интервью, данному писателю Адольфычу, Сергей Кузьминский принимал опиаты с 1981 по февраль 1994 года, с перерывами на заключение (на 2,5 года по статье «Незаконное производство и хранение наркотиков») и периоды потребления алкоголя; впоследствии избавился от наркотической зависимости. 3 августа 2009 года после продолжительной борьбы с тяжёлой болезнью (рак гортани), на 47-м году жизни Сергей Кузьминский скончался, похоронен 6 августа во Львове на Лычаковском кладбище.